# Отраккала
О́траккала (фин. Otrakkala) — посёлок в составе Кааламского сельского поселения Сортавальского района Республики Карелия.

## Общие сведения
Через посёлок проходит трасса А121 («подъезд к МАПП "Вяртсиля"»). 

## Население
| 2002 | 2009 | 2010 | 2013 |
| ---- | ---- | ---- | ---- |
| 8    | ↘2   | ↗4   | →4   |

## Улицы
- шоссе Вяртсильское
- ул. Лесопильная
- ул. Сахалинская
- шоссе Сортавальское
- ул. Школьная